# Villacarriedo
Villacarriedo és un municipi de la comunitat autònoma de Cantàbria. Limita al nord amb Saro i Villafufre, al sud amb Vega de Pas i Selaya, a l'oest amb Santiurde de Toranzo i a l'est amb San Roque de Riomiera. Es troba en la comarca de Valles Pasiegos i pel seu territori passa el Riu Pisueña, principal afluent del riu Pas.

## Localitats
- Abionzo, 173 hab., 1 d'ells disseminat.
- Aloños, 166 hab., 27 d'ells disseminats.
- Bárcena de Carriedo, 178 hab., 42 de ellos disseminats.
- Pedroso, 78 hab., 55 d'ells disseminats.
- Santibáñez, 253 hab., 116 d'ells disseminatos.
- Soto, 32 hab. tots ells disseminats
- Tezanos, 253 hab., 133 disseminats.
- Villacarriedo (Capital), 470 hab., 4 d'ells disseminats.

## Demografia
| 1900  | 1910  | 1920  | 1930  | 1940  | 1950  | 1960  | 1970  | 1980  | 1990  | 2000  | 2005  |
| ----- | ----- | ----- | ----- | ----- | ----- | ----- | ----- | ----- | ----- | ----- | ----- |
| 2.417 | 2.563 | 2.502 | 2.613 | 2.774 | 2.463 | 2.485 | 2.354 | 2.224 | 2.097 | 1.758 | 1.699 |

Font: INE

## Administració
| Eleccions municipals, 23 de maig de 2003 |      |        |          |
| Partit                                   | Vots | %      | Regidors |
| PRC                                      | 831  | 64,12% | 7        |
| PP                                       | 322  | 24,85% | 2        |

| Eleccions municipals, 27 de maig de 2007 |      |        |          |
| Partit                                   | Vots | %      | Regidors |
| PRC                                      | 833  | 61,98% | 6        |
| PP                                       | 397  | 29,54% | 3        |